# William Kirschbaum
William Thomas Kirschbaum (5 novembre 1902 – 29 aprile 1953) è stato un nuotatore statunitense.
Specializzato nella rana ha vinto la medaglia di bronzo nei 200 m alle Olimpiadi di Parigi 1924.

## Palmarès
- Olimpiadi
  - Parigi 1924: bronzo nei 200 m rana.